# Кодола, Олег Евгеньевич
Олег Евгеньевич Кодо́ла (1 декабря 1968, Воркута — 22 сентября 2022, Волхов) — российский писатель, краевед, гид-экскурсовод по Соловецкому архипелагу, общественный деятель, блогер, предприниматель в сфере туризма. Лауреат национальной премии «Лучшие книги, издательства, проекты года» (2006), действительный член Русского Географического общества (до 2012), член ассоциации независимых СМИ и блогеров Архангельской области «Вольное дело» (2017).

## Биография
Родился 1 декабря 1968 года в Воркуте. Там же окончил СПТУ—16 по специализации «электрослесарь подземный по ремонту шахтного оборудования».
В 1991 году переехал в Киев, несколько лет жил и работал в Москве, Санкт-Петербурге, затем обосновался в Архангельске.
В 1998 году стал организовывать историко-поисковые экспедиции.
В 2001 году впервые побывал на Соловках, куда приехал в составе экспедиции Русского Географического общества.
В 2002 году был приглашён директором Соловецкого музея-заповедника М. В. Лопаткиным на должность заведующего отделом-музейным комплексом «Заяцкие острова», в которой проработал два года. Создал проект развития «Заяцких островов», в результате реализации которого на большом острове было прекращено беcконтрольное посещение уникального острова отдыхающими (посещение стало возможно только с разрешения музея-заповедника), выполнен ремонт причала, построена деревянная пешеходная тропа по экскурсионному маршруту, организована планшетная выставка «Андреевская церковь», началась реставрация церкви, палаты, поварни. Через два года отдел был расформирован, а Олег Кодола, по предложению своего коллеги, писателя Юрия Бродского, остался работать на Соловках частным гидом. В 2005 году стал автором проекта ФЦП «Развитие туризма и рекреации в Северо-Западном Федеральном округе на 2006—2016 годы». 
Первую книгу «Путь лабиринта» написал в 2003 году совместно с геологом Валерием Николаевичем Сочевановым. Издание явилось результатом двухлетнего изучения соловецких лабиринтов. По мнению воцерковлённой части общественности Соловков, книга изобиловала оскорбительными выпадами в адрес РПЦ, что вызвало гнев её последователей. Так, журналист Дмитрий Сладков обвинил Кодолу в шаманизме и оккультизме  на Большом Заяцком острове, за что потом вынужден был публично принести извинения.
Затем последовали книги и путеводители по Архангельской, Вологодской, Ярославской областям, Республике Карелия. В 2009 году подготовил к публикации книгу воспоминаний сотрудника ОГПУ Николая Игнатьевича Киселёв-Громова, с 1927 по 1930 год служившего в Информационно-следственном отделе и в штабах Военизированной Охраны Лагерей Управления СЛОНА, а в 2017 году написал полную биографию Фёдора Колычёва, Соловецкого игумена и митрополита Московского.
Олег Кодола — автор книг для детей о культуре, природе и истории Архангельской области. В 2006 году детское издание «История Архангельской области. Книга для детей и их родителей» было отмечено национальной премией «Лучшие книги, издательства, проекты года».
В 2005 году организовал экскурсионное бюро «Независимые гиды», занимавшееся развитием авторского туризма, предлагая собственные маршруты и экскурсии на Соловках в обход монополии Соловецкого музея и паломнической службы монастыря. 
Активно развивал туризм на Соловках, организовал еще три самостоятельных проекта: один из первых в России информационно-туристических центров — службу поддержки гостей Соловецкого архипелага и путешественников, планирующих поездку на Соловки: ТИЦ «Соловки» (2010); проект «На Кузова» (2014), направленный на поддержание архипелага в чистоте и контроля туристического потока в заказник «Кузова» и агрегатор «Везде Легко» (2017) — сервис для самостоятельных путешественников. Количество туристов, воспользовавшихся услугами ТИЦ «Соловки», в 2013 году составило около 4 тысяч, а в 2015 — почти 5 тысяч..
По своей инициативе и за свой счёт установил на Аллее памяти возле Соловецкого кремля камень «Русским, погибшим в С.Л.О.Н.» и добился того, чтобы экскурсионное бюро «Независимые гиды» получило право на свободную работу по всей территории музея-заповедника.
Олег Кодола был широко известен как блогер, занимавшийся общественной деятельностью. Его острые публикации в Живом Журнале о Соловках, пользовались большой популярностью и находили отражение в СМИ. К нему часто обращались журналисты за комментариями, для многих он был источником информации о жизни на Соловецких островах. Помогал организовать и участвовал в съёмках программы НТВ «Поедем, поедим» с Джоном Уорреном (2018) и в ролике Ильи Варламова «Соловки: борзые чиновники и замученные люди. Наследие ГУЛАГа, власть РПЦ и полная разруха» (2021).
Периодически распространял по острову печатный боевой листок «На Соловках» (около 300 экземпляров), в котором протестовал против нарушений законов со стороны властей, против вмешательства церкви в жизнь острова, в том числе монополизации доступа на архипелаг и монополизации туристического бизнеса
В 2009 году наместник Спасо-Преображенского Соловецкого монастыря архимандрит Порфирий был назначен на должность директора Соловецкого музея-заповедника, совмещая руководство обителью и музеем, после чего противоречия между РПЦ и туристской сферой обострились.
В июне 2010 года направил обращение генеральному прокурору РФ Юрию Чайке по поводу передачи имущества Соловецкого музея монастырю, требуя признать её незаконным. В этом же году возглавил оппозиционное движение, куда вошли представители местной интеллигенции. Они составили письмо на имя Дмитрия Медведева и Владимира Путина, в котором изложили, что именно их не устраивает в действиях церкви на Соловках.
В 2011 году некторое время являлся советником главы администрации «Сельское поселение Соловецкое» Алексея Ефипова по туризму.
Летом 2016 года Олег Кодола опубликовал видеоролик, в котором тогдашний мэр Соловков Евгений Тютюков и директор МБУ «Соловецкий многофункциональный центр» Михаил Магид в приватной беседе обсуждают запрет доступа на соловецкие причалы для неугодных им лиц, при участии знакомых бизнесменов и возможной помощи настоятеля Соловецкого монастыря. В 2017 году Приморским районным судом Архангельской области Кодола был признан виновным в нарушении неприкосновенности частной жизни и оштрафован на 80 тысяч рублей. Примечательно, что всего через год Олег Кодола выступал уже свидетелем в суде по коррупционному делу экс-директора Соловецкого МФЦ Михаила Магида и акционера Архангельского речного порта Константина Кузнецова.
С января 2017 года — член ассоциации независимых СМИ и блогеров Архангельской области «Вольное дело».
В последние годы Олег Кодола c семьёй жил в Санкт-Петербурге.
В 2021 году работал специалистом по развитию туризма «Национального парка «Себежский» в Псковской области, готовил документацию на госифнансирование по нацпрограмме «Экология», принимал участие в создании логотипа визит-центра парка, прокладывал экологические тропы в Зеленом квартале, стоял у истоков создания Музея дров.
Погиб в автомобильной аварии 22 сентября 2022 года, когда после выступления на III общероссийском съезде туристско-информационных центров в Кижах возвращался в Санкт-Петербург по трассе «Кола» на попутке, воспользовавшись сервисом BlaBlaCar.

## Публикации
- Путь лабиринта / О. Е. Кодола, В. Н. Сочеванов. - СПб. : Изд-во «Менделеев», 2003.
- Кодола О. Е. Проблемы изучения северных лабиринтов // Жизнь и безопасность. 2004.
- Архангельская область: исторический путеводитель по Архангельской области / Олег Кодола; - Архангельск, 2006.
- Природа Архангельской области : книга для детей и их родителей / [О. Е. Кодола ; худож. А. А. Дедов]. - Архангельск : Правда Севера, 2006.
- История Вологодской области : [путеводитель / Олег Кодола]. - [Б. м.] : Тур, 2007.
- Кодола О. Е. История Соловецкого архипелага. – Архангельск : Типография № 2, 2008.
- История Ярославской области / Олег Кодола. - Ярославль : Тур, 2008.
- История Республики Карелия : [путеводитель] / Олег Кодола. - [Архангельск] : Тур, 2008.
- Культура Архангельской области : книга для детей и их родителей / Олег Кодола. - Архангельск : Правда Севера, 2009.
- История Архангельской области : книга для детей и их родителей / [Олег Кодола]. - Архангельск : Правда Севера, 2009.
- Киселев-Громов Н. И. С.Л.О.Н. Соловецкий лес особого назначения / Н. Киселев-Громов; предисл. Ю. Бродский; послесл. О. Кодола. — Архангельск: Тур, 2009.
- Федор Колычев — дитя эпохи / О. Е. Кодола. - Архангельск : Поморский сувенир, 2012.
- Туристическая лоция. Белое море. 2013.

## Интервью
- Олег Кодола. «О важном» // СТВ. Северодвинск. 2021. 28 сентября.
- Олег Кодола. Беломорские рассказы — II // ArhLife.
- Поморский съезд обошелся без духовности и православия // NorthReporter
- Олег Кодола. Лабиринты // Alex Kuleshov